# Gialousa
Gialousa (in greco Γιαλούσα? [da Αιγιαλούσα, che significa "mare"]; in turco: Yeni Erenköy), anche Yialousa , è una cittadina di Cipro, situata sulla sponda settentrionale della penisola del Karpas. Situata de jure nel distretto di Famagosta della Repubblica di Cipro, Gialousa è sotto il controllo de facto di Cipro del Nord, servendo come sotto-distretto del distretto di İskele. Nel 2011, Gialousa aveva una popolazione di 1.774 abitanti.

## Geografia fisica
La cittadina di Gialousa si trova sulla costa settentrionale, al centro della penisola del Karpas, venti chilometri a sud-ovest di Rizokarpaso/Dipkarpaz e cinque chilometri a nord-est di Agios Andronikos Karpasias. Si trova sulla strada Famagosta-Rizokarpaso.

## Origini del nome
Yialousa significa "mare" in greco cipriota. È stata ribattezzata Maltepe dai turco-ciprioti nel 1975, dal nome di una marca di sigarette (anche un nome di luogo in Turchia). Molti villaggi della regione di Karpasia/Karpaz sono stati ribattezzati con il nome di alcune marche di sigarette nel 1975 (Vothylakas è diventato Derince, Vasili è diventato Gelincik, Vokholidia è diventato Bafra e Ayia Trias è diventato Sipahi). La spiegazione era che la regione era la principale area di coltivazione del tabacco di Cipro. Nel 1981 fu ribattezzata nuovamente con il nome del villaggio natale (Kokkino) degli sfollati turco-ciprioti che vi erano stati reinsediati nel 1976. Erenköy era il nome alternativo turco di Kokkina, nella regione di Tillyria/Dillirga, adottato nel 1958. Significa "villaggio santo". Erenköy è anche il nome di un quartiere di Istanbul.

## Società

### Evoluzione demografica
Gialousa è sempre stata abitata prevalentemente da greco-ciprioti. Nel censimento ottomano del 1831, i cristiani costituivano l'unica popolazione. Durante la prima metà del XX secolo, la popolazione è aumentata costantemente, passando da 2.033 abitanti nel 1901 a 3.186 nel 1931. Tuttavia, nel 1946, la popolazione del villaggio diminuì drasticamente fino a 2.768 abitanti. Questa tendenza negativa è continuata fino al 1973, quando la popolazione del villaggio è stata stimata a 2.460 abitanti. Goodwin sostiene che Yialousa non è cresciuta tra il 1931 e il 1960 a causa delle difficoltà economiche che caratterizzavano la regione in quel periodo. Durante questo periodo molti abitanti di Yialousa e dei villaggi circostanti emigrarono nel Regno Unito, negli Stati Uniti e in Australia per trovare una vita migliore. L'altra importante ragione del declino è che, fino al 1946, il villaggio di Ayia Trias era incluso nei confini del villaggio di Gialousa e veniva conteggiato come parte di Yialousa nei censimenti.
La maggior parte dei greci di Gialousa non fu inizialmente sfollata nell'agosto 1974, quando l'esercito turco e i combattenti turco-ciprioti raggiunsero il villaggio. Nell'ottobre 1975 la popolazione greco-cipriota del villaggio era di 1.909 abitanti. All'inizio di dicembre 1975, il numero era sceso a 537. Nel luglio 1977 il numero di persone enclavi era sceso ulteriormente a 310 e nell'aprile 1978 rimanevano solo due greco-ciprioti. Le restrizioni imposte, come la libertà di movimento e il diritto all'istruzione, sono state le cause principali della loro partenza. L'altra ragione importante erano i ricongiungimenti familiari. Quando 139 maschi in età da combattimento del villaggio furono portati nei campi di prigionia e successivamente scambiati con prigionieri di guerra turco-ciprioti del sud, finirono dall'altra parte del confine. Di conseguenza, molte famiglie lasciarono il villaggio per ricongiungersi con loro a Cipro del sud. Non è stato permesso loro di tornare. Dei suddetti prigionieri di guerra, undici sono scomparsi e non sono più stati visti. Inoltre, l'arrivo di sfollati turco-ciprioti dalla Tillyria nel 1976 accelerò la loro partenza. Dopo gli accordi di Vienna, l'UNFICYP vi stabilì un posto operativo nell'agosto 1975. Attualmente, come il resto degli sfollati greco-ciprioti, i greco-ciprioti di Gialousa sono sparsi in tutto il sud dell'isola, soprattutto nelle città. Il numero dei greco-ciprioti di Gialousa  sfollati nel 1974 era di circa 2500 (2460 nel censimento del 1973).
Dopo la sfortunata partenza dei greci di Gialousa nel 1975-78, la città è stata ripopolata da turco-ciprioti provenienti dalla regione di Tylliria, a nord-ovest di Cipro. I turco-ciprioti sfollati provenivano principalmente da villaggi come Kokkina (ora exclave militare), Alevga, Mansoura, Sellain T'Appi e Agios Theodoros. Dalla metà degli anni ottanta, anche molti cittadini europei, turchi e turco-ciprioti benestanti provenienti da altre zone del nord dell'isola (compresi i rimpatriati dall'estero) hanno acquistato proprietà, costruito case e si sono stabiliti qui. Secondo il censimento del 2006, la popolazione del villaggio era di 1.640 abitanti.

## Economia

### Turismo
Ai margini orientali della cittadina sorge Karpaz Gate Marina, un importante Porto turistico.

## Relazioni internazionali

### Città gemellate - città sorelle
Gialousa è gemellata con:
- Sincan, Ankara[4]